# Wilson House
Wilson House, ook bekend als The Hull House, is een historisch huis in Fort Mill, South Carolina. Het werd gebouwd in 1869, en is twee verdiepingen hoog. In 1992 werd het Wilson House toegevoegd aan het National Register of Historic Places.